# ブライアン・エリントン
ブライアン・マイケル・エリントン（Brian Michael Ellington, 1990年8月4日 - ）は、アメリカ合衆国フロリダ州アラチュア郡ゲインズビル出身のプロ野球選手（投手）。右投右打。独立リーグ・アメリカン・アソシエーションのスーシティ・エクスプローラーズ所属。
愛称はエリ。

## 経歴
高校時代の2007年9月にトミー・ジョン手術を受けており、その影響で予定していたフロリダ大学進学を断念。
その後、チポラ大学を経て西フロリダ大学在学中の2012年、MLBドラフト16巡目（全体497位）でマイアミ・マーリンズから指名され、プロ入り。契約後、傘下のA-級ジェームズタウン・ジャマーズでプロデビュー。18試合に登板して2勝0敗・防御率2.40・33奪三振の成績を残した。
2013年はルーキー級ガルフ・コーストリーグ・マーリンズ、A-級バタビア・マックドッグス、A級グリーンズボロ・グラスホッパーズでプレーし、3球団合計で24試合（先発3試合）に登板して4勝4敗・防御率4.15・52奪三振の成績を残した。
2014年はA+級ジュピター・ハンマーヘッズでプレーし、35試合に登板して2勝2敗・防御率4.75・56奪三振の成績を残した。オフにはアリゾナ・フォールリーグに参加し、ソルトリバー・ラフターズに所属した。
2015年はAA級ジャクソンビル・サンズで開幕を迎え、7月にはカナダのエイジャックスで行われた第17回パンアメリカン競技大会の野球アメリカ合衆国代表に選出されている。大会終了後はAAA級ニューオーリンズ・ゼファーズで1試合登板した後、8月3日にメジャー契約を結んで25人枠入りし、同日のニューヨーク・メッツ戦でメジャーデビュー。この年メジャーでは23試合に登板して2勝1敗・防御率2.88・18奪三振の成績を残した。
2016年はメジャーとAAA級ニューオーリンズを行き来しながら、32試合に登板して4勝2敗・防御率2.45・32奪三振の成績を残した。
2017年も同様にメジャーとAAA級ニューオーリンズを行き来しながら、42試合に登板して1勝1敗・防御率7.25・48奪三振の成績を残した。
2018年は開幕からマイナー・オプションでAAA級ニューオーリンズに所属したが、4月1日にDFAとなり、4月8日に自由契約となった。4月23日まアリゾナ・ダイヤモンドバックスとマイナー契約を結んだ。7月28日にFAとなった。
2019年2月23日にボストン・レッドソックスとマイナー契約を結んだ。6月26日にFAとなった。7月2日に独立リーグ・アメリカン・アソシエーションのカンザスシティ・ティーボーンズと契約した。8月1日にシアトル・マリナーズとマイナー契約を結んだ。11月4日にFAとなった。
2021年はアメリカン・アソシエーションのカンザスシティ・モナークスと契約した。7月31日にウェイバー公示を経てスーシティ・エクスプローラーズへ移籍。

## 投球スタイル
100mph近い速球に時折カーブを交える。

## 詳細情報

### 年度別投手成績
| 年 度     | 球 団     | 登 板 | 先 発 | 完 投 | 完 封 | 無 四 球 | 勝 利 | 敗 戦 | セ 丨 ブ | ホ 丨 ル ド | 勝 率 | 打 者 | 投 球 回 | 被 安 打 | 被 本 塁 打 | 与 四 球 | 敬 遠 | 与 死 球 | 奪 三 振 | 暴 投 | ボ 丨 ク | 失 点 | 自 責 点 | 防 御 率 | W H I P |
| --------- | --------- | ----- | ----- | ----- | ----- | -------- | ----- | ----- | -------- | ----------- | ----- | ----- | -------- | -------- | ----------- | -------- | ----- | -------- | -------- | ----- | -------- | ----- | -------- | -------- | ------- |
| 2015      | MIA       | 23    | 0     | 0     | 0     | 0        | 2     | 1     | 0        | 2           | .667  | 105   | 25.0     | 17       | 1           | 13       | 2     | 2        | 18       | 1     | 0        | 10    | 8        | 2.88     | 1.20    |
| 2016      | MIA       | 32    | 0     | 0     | 0     | 0        | 4     | 2     | 0        | 3           | .667  | 142   | 33.0     | 27       | 2           | 16       | 2     | 2        | 32       | 3     | 1        | 10    | 9        | 2.45     | 1.30    |
| 2017      | MIA       | 42    | 0     | 0     | 0     | 0        | 1     | 1     | 0        | 6           | .500  | 219   | 44.2     | 48       | 7           | 35       | 0     | 6        | 48       | 4     | 0        | 39    | 36       | 7.25     | 1.86    |
| 通算：3年 | 通算：3年 | 97    | 0     | 0     | 0     | 0        | 7     | 4     | 0        | 12          | .636  | 466   | 102.2    | 92       | 10          | 64       | 4     | 10       | 98       | 8     | 1        | 59    | 53       | 4.65     | 1.52    |

- 2017年度シーズン終了時

### 背番号
- 49（2015年 - ）

### 代表歴
- 2015年パンアメリカン競技大会男子野球アメリカ合衆国代表